# Ted Patton
Edward Bickford "Ted" Patton (født 18. februar 1966 i New York, New York, USA) er en amerikansk tidligere roer.
Patton vandt en bronzemedalje i discplinen otter ved OL 1988 i Seoul, sammen med Jonathan Smith, Mike Teti, Jack Rusher, Peter Nordell, Jeffrey McLaughlin, Doug Burden, John Pescatore og styrmand Seth Bauer. I finalen blev amerikanerne kun besejret af guldvinderne fra Vesttyskland og af sølvvinderne fra Sovjetunionen.
Patton vandt desuden en VM-guldmedalje i otter ved VM 1987 i København.

## OL-medaljer
- 1988:  Bronze i otter